# Francesco Acri

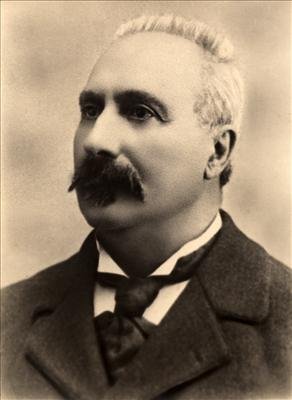
Francesco Acri

Francesco Acri (* 19. März 1834 in Catanzaro; † 21. November 1913 in Bologna) war ein italienischer Philosoph und Philosophiehistoriker.

## Biographie
Nach dem Studium der Philosophie und der Jurisprudenz, welches er 1857 an der Universität Neapel abschloss, ging Acri an die Universität Berlin, wo er von 1861 bis 1863 die Vorlesungen von Friedrich Adolf Trendelenburg hörte. Nach seiner Rückkehr nach Italien war er zunächst im Schuldienst tätig, ab 1866 lehrte er Geschichte der Philosophie an der Universität Palermo.
Im Jahre 1871 wurde Acri auf den Lehrstuhl für Geschichte der Philosophie der Universität Bologna berufen, den er bis zum Jahre 1911 innehatte.
Sein erstes bedeutendes philosophisches Werk befasst sich mit der Theorie der Ideen. Es erschien 1870 unter dem Titel Abbozzo d’una teorica delle idee (Entwurf für eine Theorie der Ideen).
Einem breiteren Publikum ist er vorwiegend durch seine italienische Übersetzung der Dialoge Platons bekannt, die zwischen 1862 und 1889 in diversen Einzelausgaben erschien und 1913–1915 in drei Bänden gesammelt unter dem Titel Dialoghi di Platone volgarizzati da Francesco Acri neu aufgelegt wurde.

## Werke
- Abbozzo d’una teorica delle idee, Palermo 1870
- Della teoria dell’idee secondo Giambattista Vico, Bologna 1873
- Della relazione fra la coscienza e il corpo secondo le dottrine chiamate positive, Bologna 1880 Digitalisat
- Videmus in aenigmate: delle idee e prima della relazione tra la coscienza e il corpo secondo i filosofi naturali, Bologna 1907
- Amore, dolore, fede, Bologna 1908
- Dialettica turbata, Bologna 1911